# Wieża widokowa pod Jaworzem
Wieża widokowa pod Jaworzem – turystyczna wieża widokowa pod szczytem Jaworza w Paśmie Łososińskim w Beskidzie Wyspowym.

## Opis
Jaworz (918 m) jest najwyższym szczytem Pasma Łososińskiego, ale jego szczyt i większa część stoków są porośnięte lasem, więc pozbawione widoków. W 2010 roku gmina Limanowa wybudowała drewnianą wieżę widokową, jednak nie na szczycie, lecz na jego bezleśnym, wschodnim stoku, na należącym do wsi Męcina osiedlu Pod Jaworzem. Wieża widokowa znajduje się na wysokości około 800 m n.p.m.przy szlaku turystycznym wiodącym znad Jeziora Rożnowskiego przez Pasmo Łososińskie. Obok wieży jest pole biwakowe, zadaszona wiata, ławki i stoły. W 2024 r. wieża została zamknięta, gdyż jej drewniana konstrukcja zaczęła próchnieć. Gmina Limanowa wykupiła jednak działkę na szczycie Jaworza i stanie tam nowa wieża widokowa o wysokości 24 m i stalowej konstrukcji. Stara wieża zostanie rozebrana, a na jej miejscu zostanie dla turystów pole biwakowe (unowocześnione).
Ze szczytu wieży widokowej pod Jaworzem roztacza się szeroka panorama, tylko od zachodniej strony ograniczona przez Jaworze. Panorama obejmuje niektóre szczyty Pasma Łososińskiego, Beskid Wyspowy, Pogórze Rożnowskie, Pogórze Wiśnickie, Beskid Sądecki i Tatry.